# Anton Ackermann

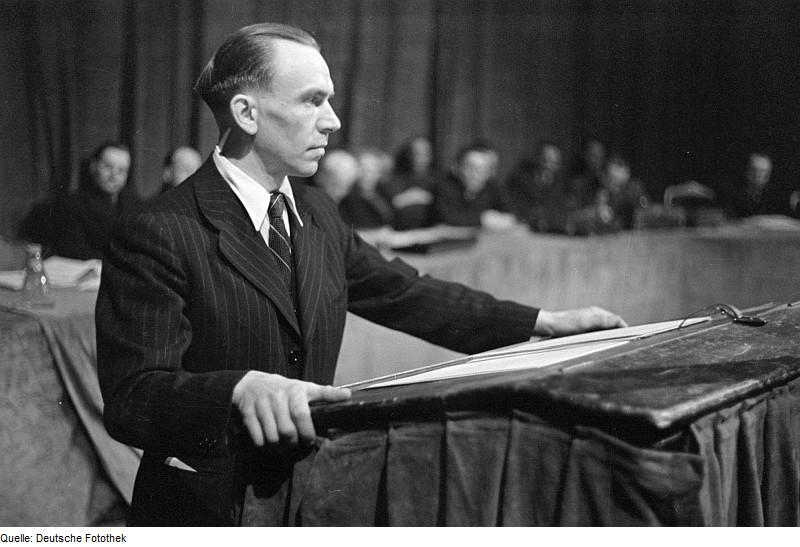
Anton Ackermann (am 19. April 1946 in Berlin)

Anton Ackermann (eigentlich: Eugen Hanisch; * 25. Dezember 1905 in Thalheim/Erzgeb.; † 4. Mai 1973 in Ost-Berlin) war ein deutscher Politiker (KPD, SED) und Kandidat des Politbüros des ZK der SED.

## Leben

### Weimarer Republik
Ackermann, Sohn eines Strumpfwirkers, war nach dem Besuch der Volksschule Hilfsarbeiter und Strumpfwirker. Zugleich war er aktiv in der Freien Sozialistischen Jugend (FSJ) und von 1920 bis 1928 Funktionär des Kommunistischen Jugendverbandes Deutschlands (KJVD). 1926 trat er der KPD bei.
Von 1929 bis 1931 besuchte er die Internationale Lenin-Schule in Moskau, deren Aspirant er bis 1933 war. Danach war er bei der Deutschland-Abteilung der Kommunistischen Internationale tätig. Er war persönlicher Mitarbeiter von Fritz Heckert und Wilhelm Pieck. Dort lernte er Elli Schmidt kennen, mit der er zwei Kinder hatte und als deren Ehemann er bis zur Trennung 1949 galt.

### Zeit des Nationalsozialismus
Nach der NS-Machtübernahme arbeitete Ackermann zwischen 1933 und 1935 illegal für die KPD in Berlin, u. a. als Sekretär bei John Schehr. 1935 emigrierte er nach Prag und lebte dort bis 1937. Auf der „Brüsseler Konferenz“ der KPD im Oktober 1935 wurde Ackermann ins Zentralkomitee der Partei und zum Kandidaten des Politbüros gewählt. Im Spanischen Bürgerkrieg war er 1937 Leiter einer Polit-Schule der Internationalen Brigaden in Benicàssim. Nach einem Aufenthalt in Paris ging er 1940 nach Moskau. Dort war er Redakteur der Zeitung Das freie Wort. 1941 arbeitete er unter deutschen Kriegsgefangenen und war Mitbegründer des Nationalkomitees Freies Deutschland (NKFD). 1941 bis 1945 leitete er den Sender „Freies Deutschland“. 1945 wurde ihm der Orden des Roten Sterns verliehen.

### Sowjetische Besatzungszone
Im Mai 1945 reiste Ackermann im Gefolge der 1. Ukrainischen Front gleichzeitig mit der Gruppe Ulbricht nach Deutschland. Er leitete eine Initiativgruppe der KPD, um die Partei in Sachsen neu zu gründen. Er verfasste in der Folgezeit mehrere programmatische Dokumente für die KPD und SED. So war er Autor des Entwurfs und Mitunterzeichner des Aufrufs der KPD vom 11. Juni 1945. In dem im Frühjahr 1946 erschienenen Aufsatz Gibt es einen besonderen deutschen Weg zum Sozialismus? vertrat er die These, dass der Sozialismus in Deutschland ohne eine vorausgehende „Diktatur des Proletariats“ aufgebaut werden könne. Ackermann spielte eine wichtige Rolle bei der Zwangsvereinigung von SPD und KPD zur Sozialistischen Einheitspartei Deutschlands im Frühjahr 1946 und formulierte gemeinsam mit Sozialdemokraten die Grundsätze und Ziele der SED. Auf dem 15. Parteitag der KPD am 19./20. April 1946, der der Vereinigung unmittelbar vorausging, übernahm Ackermann die Aufgabe eines kritischen Rückblicks auf den „ideologischen Kampf“ der KPD seit 1933. Dabei erwähnte er einige fatale Fehleinschätzungen des Nationalsozialismus durch die Kommunisten.
Auf dem Vereinigungsparteitag im April 1946 wurde Ackermann in Parteivorstand und Zentralsekretariat der SED gewählt, im gleichen Jahr wurde er Abgeordneter des Sächsischen Landtages. Nachdem sich Jugoslawien unter Führung von Josip Broz Tito 1948 von Stalin losgesagt hatte, musste Ackermann seine These vom „besonderen deutschen Weg zum Sozialismus“ widerrufen.

### DDR
1949 wurde er Kandidat des Politbüros des Zentralkomitees der SED. Von 1950 bis 1954 war er Abgeordneter der Volkskammer und von 1949 bis 1953 im Ministerium für Auswärtige Angelegenheiten der DDR als Staatssekretär tätig sowie von 1951 bis 1952 gleichzeitig Leiter des als Institut für wirtschaftswissenschaftliche Forschung bezeichneten Auslandsnachrichtendienstes der DDR. Ab Frühjahr 1953 amtierte Ackermann als Nachfolger von Georg Dertinger kurzzeitig als Außenminister. Außerdem war Ackermann ebenfalls 1953 für kurze Zeit auch Direktor des Marx-Engels-Lenin-Stalin-Instituts. Weil er Wilhelm Zaisser unterstützte, wurde er bei dessen Sturz im September 1953 aller Ämter enthoben und 1954 aus dem Zentralkomitee der SED ausgeschlossen. 1956 wurde er rehabilitiert.
Von 1954 bis 1958 leitete Ackermann die Hauptverwaltung Film im Ministerium für Kultur, danach war er seit 1958 Abteilungsleiter und ab 1960 bis zu seiner Invalidisierung 1961 stellvertretender Vorsitzender für Kultur und Bildung in der Staatlichen Plankommission.

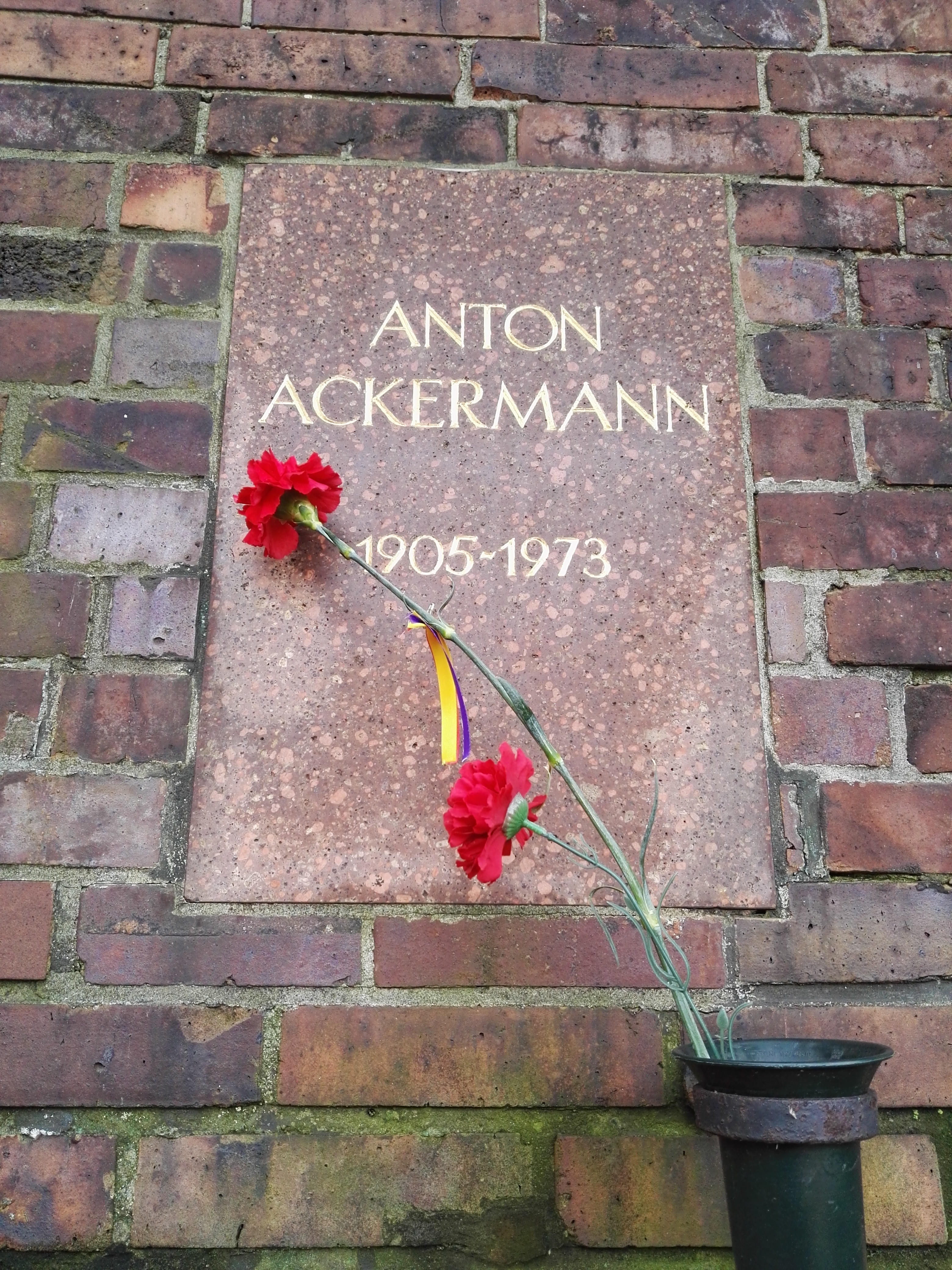
Grabstätte

Am 4. Mai 1973 beging Anton Ackermann, der zuletzt schwer an Krebs erkrankt war, im Alter von 67 Jahren Suizid. Seine Urne wurde in der Ringmauer der „Gedenkstätte der Sozialisten“ auf dem Zentralfriedhof Berlin-Friedrichsfelde beigesetzt.

## Ehrungen
1957 erhielt er den Vaterländischen Verdienstorden in Silber und 1965 in Gold. 1970 wurde ihm die Ehrenspange zum Vaterländischen Verdienstorden verliehen.
In seiner Geburtsstadt Thalheim erhielt 1979 die 10-klassige Polytechnische Oberschule den Namen Anton-Ackermann-Oberschule. Nach der deutschen Wiedervereinigung wurde sie wieder zur Oberschule Thalheim.
Am 8. Januar 1985 erschien eine Sonderbriefmarke mit seinem Porträt in der Serie Persönlichkeiten der deutschen Arbeiterbewegung.
1991 drehte Günter Jordan beim DEFA-Studio für Dokumentarfilme GmbH ein abendfüllendes filmisches Porträt über Ackermann mit dem Titel Die verlorene Zeit auf Grundlage der geöffneten Archive der DDR. Erzählt wird die Rolle Ackermanns in der Geschichte der KPD und SED und die Geschichte eines Mannes, der der Partei widerspricht, sie doch nicht aufgeben kann und letztlich daran zerbricht.

## Veröffentlichungen
- Der Kampf der KPD und die junge Generation, Moskau 1936
- mit Walter Hähnel, Die junge Generation, Prag 1936
- An die lernende und suchende deutsche Jugend. Deutschlands Weg zum Wiederaufstieg und zur Einheit, Berlin 1946
- Fragen und Antworten, Berlin 1946
- Religion und Politik. Offene Worte eines Marxisten an alle Christen, Berlin 1946
- Wo steht und wohin geht die SPD, Berlin 1947
- Marxistische Kulturpolitik, Berlin 1948
- Arbeiterklasse und Kultur, Weimar 1948
- Über die Wiedergeburt des deutschen Imperialismus und den nationalen Charakter unseres Kampfes, Berlin 1951
- Hrsg. von Frank Schumann, Der deutsche Weg zum Sozialismus. Selbstzeugnisse und Dokumente eines Patrioten, Berlin 2005